# Cœurs de mère
Pour plus de détails, voir Fiche technique et Distribution.
Cœurs de mère est un film muet français réalisé par Georges Denola, sorti en 1912.

## Fiche technique
- Titre : Cœurs de mère
- Réalisation : Georges Denola
- Scénario :
- Photographie :
- Montage :
- Producteur :
- Société de production : Société cinématographique des auteurs et gens de lettres (S.C.A.G.L)
- Société de distribution :  Pathé Frères
- Pays d'origine :  France
- Langue : film muet avec les intertitres en français
- Métrage : 275 mètres
- Format : Noir et blanc — 35 mm — 1,33:1 — Muet
- Genre : Film dramatique
- Durée : 9 minutes 10
- Dates de sortie :
  -  France : septembre 1912

## Distribution
- Paul Landrin :
- Blanche Albane